# 工业流程

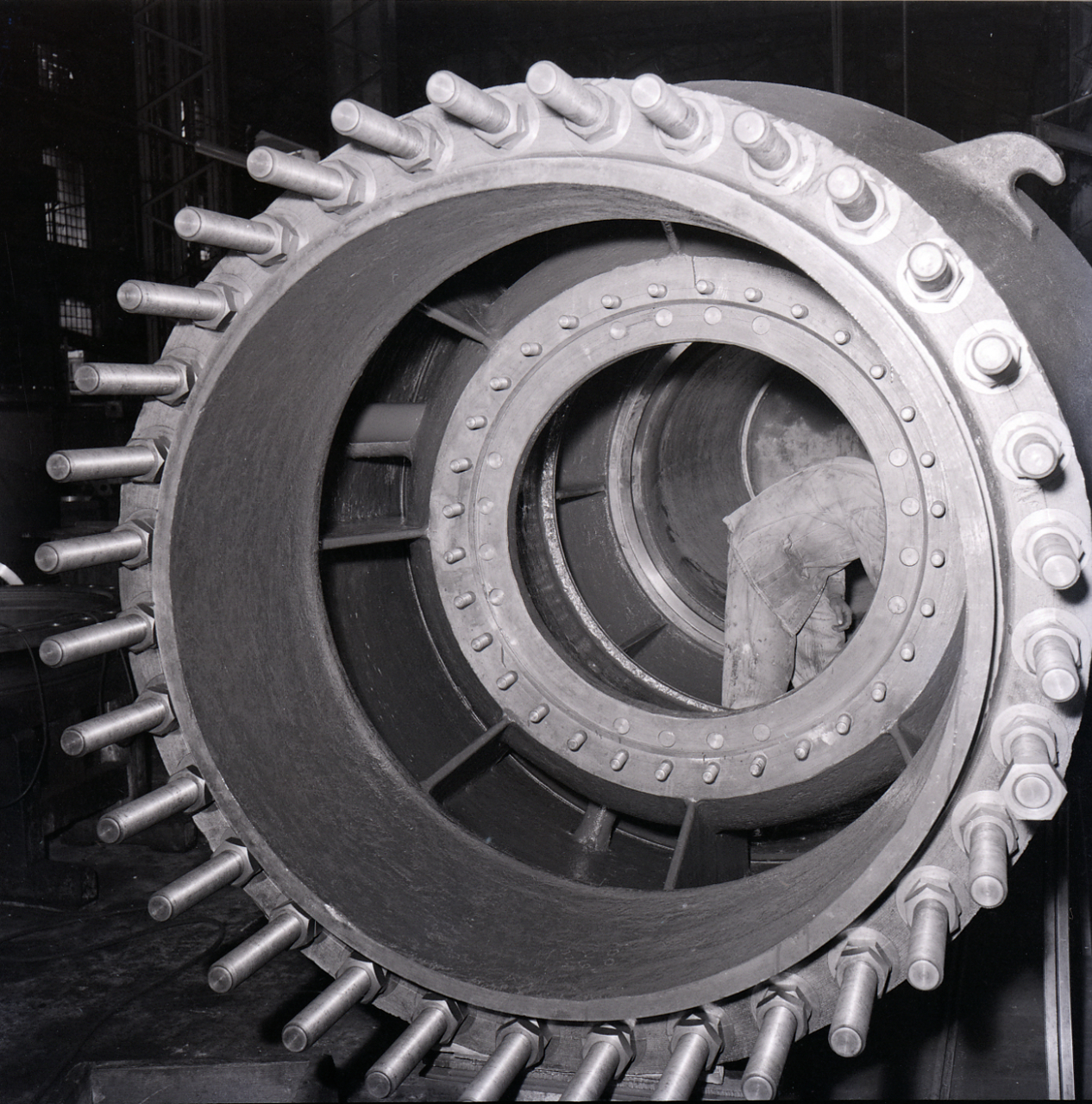
1958年義大利的煉鋼廠

工业流程（英語：Industrial processes）、工業過程或工業生產方法，是涉及化學、物理、电子学、電機工程學或机械化的程序，用于辅助制造一個或多個物品，通常以大规模进行管理。工业流程是重工业的关键组成部分。

## 外部參考
- 柴天佑,  丁进良,  王宏,  苏春翌. . 自动化学报. 东北大学流程工业综合自动化教育部重点实验室.   [2025-03-06]. （原始内容存档于2025-04-29）.